# Frihetens bittra smak
Frihetens bittra smak (originaltitel A Bitter Taste of Freedom) är en svensk-rysk-amerikansk dokumentärfilm från 2011. Filmen skildrar den ryska journalisten Anna Politkovskaja som mördades utanför sitt hem i Moskva 2006.
Filmen premiärvisades den 10 mars 2011 på Tempo dokumentärfestival i Stockholm. Samma år belönades filmen med tre priser för bästa dokumentär vid filmfestivaler i Jerusalem, Montréal och Warszawa.